# Pirogen
Pirogén je snov, ki v telesu povzroči dvig telesne temperature. Pirogeni lahko pridejo v organizem iz okolice (eksogeni pirogeni) ali pa nastajajo v organizmu (endogeni pirogeni).

## Mehanizem
Pirogeni v manjših količinah v krvnem obtoku povzročijo le dvig telesne temperature, pri večjih koncentracijah pa povečajo tudi prepustnost žilja, kar lahko povzroči tudi šok in nadalje smrt. Pirogeni aktivirajo tudi koagulacijski sistem, spodbudijo imunski sitem, motijo presnovo ogljikovih hidratov in maščob, povzročijo agregacijo krvnih ploščic ter aktivirajo komplement.

## Eksogeni pirogeni
Eksogeni pirogeni so snovi, ki vnesene v organizem ali sproščene iz mikroorganizma spodbudijo sproščanje endogenega pirogena in tako vročine ne povzročijo neposredno z delovanjem na termoregulacijski center. V telo lahko vdrejo pri parenteralni uporabi na primer zdravil ter ob okužbi. Med eksogene pirogene nemikrobnega izvora spadajo na primer določene učinkovine (bleomicin, citarabin ...), steroidi, žolčne kisline itd. Eksogeni pirogeni mikrobnega izvora pa so lahko komponente bakterij (zlasti gramnegativne), njihovi razpadni produkti in toksini, virusi, praživali, kvasovke.

## Endogeni pirogeni
To so dejavniki, ki zvišajo telesno temperaturo in nastajajo v telesu, predvsem v monocitih in makrofagih. Najpomembnejaša endogena pirogena sta interlevkin-1 in tumorje nekrotizirajoči faktor (TNF). Endogeni pirogeni spodbudijo nastanek prostaglandina E2 iz arahidonske kisline, ki vpliva na termoregulacijski center v hipotalamusu in dvigne nastavitveno vrednost centra. Zato organizem spodbudi mehanizme za tvorbo toplote in zavre oddajanje toplote. Poleg tega tudi pospešijo delovanje imunskega sistema.
Pospešeno sproščanje endogenih pirogenov ne povzročijo le eksogeni pirogeni, marveč tudi mrtvine (nekroze) tkiva. Mrtvine se pojavijo na primer pri tumorjih, opeklinah, srčnem infarktu.